# Emilia Clarke
Emilia Clarke (polno ime Emilia Isobel Euphemia Rose Clarke), angleška igralka, * 23. oktober 1986, London, Anglija.
Emilia Clarke je angleška igralka. Študirala je na dramski šoli Drama Centre London, kjer je nastopila v številnih odrskih produkcijah. Svoj prvi televizijski nastop je imela v epizodi britanske medicinske limonadnice Doctors leta 2009. Revija Screen International jo je naslednje leto za vlogo v filmu Triassic Attack (2010) razglasila za eno izmed vzhajajočih zvezd Združenega kraljestva (UK Stars of Tomorrow).
Mednarodno slavo ji je prinesla vloga Daenerys Targaryen v ameriški fantazijski TV-seriji Igra prestolov (2011–2019). Zaradi vloge je bila deležna odobravanja kritikov in več nagrad, med drugimi tudi štiri nominacije za nagrade Primetime Emmy.
Na Broadwayu je prvič nastopila kot Holly Golightly v produkciji Breakfast at Tiffany's leta 2013. Njene filmske vloge vključujejo Sarah Connor v znanstvenofantastičnem filmu Terminator: Genisys (2015), Louiso Clark v romantičnem filmu Ob tebi (2016) in Qi'ro v Solo: Zgodba Vojne zvezd (2018). Revija Time jo je leta 2019 imenovala za eno izmed 100 najvplivnejših ljudi na svetu.

## Zgodnje življenje
Emilia Clarke je bila rojena 23. oktobra 1986 v Londonu. Odraščala je v Oxfordshiru. Njen oče je bil gledališki zvočni inženir iz Wolverhamptona, mati pa je podpredsednica oddelka za trženje pri mednarodnem podjetju za svetovanje pri upravljanju. Ima tudi starejšega brata. Za igranje se je začela zanimati že pri treh letih, potem ko si je ogledala muzikal Show Boat, na katerem je delal njen oče. Izobraževala se je na šolah Rye St Antony School v Headingtonu in St. Edward's School v Oxfordu, ki jo je zapustila leta 2005. Po zavrnitvi s strani Kraljevske akademije dramske umetnosti (RADA), Londonske akademije za glasbo in dramsko umetnost (LAMDA) in Guildhallske šole za glasbo in dramsko umetnost je delala in potovala do začetka študija na dramski šoli Drama Centre London, kjer je diplomirala leta 2009.
Clarke je delno indijskega porekla. V intervjuju leta 2018 je razkrila, da je bila njena babica po materini strani rezultat skrivne afere med prababico in indijskim moškim. Njena babica je zato od očeta podedovala temnejšo polt in je nosila svetla ličila, da bi jo skrila. Emilia to družinsko ozadje pripisuje dejstvu, da ima njena družina "zgodovino borcev" in pravi: "Dejstvo, da je morala moja babica skrivati barvo kože in se truditi ujemati z drugimi ljudmi, je moralo biti izjemno težko."

## Kariera
Emilia je svojo kariero pričela z dvema igrama v šoli St. Edward's, nadaljevala pa z desetimi igrami v Drama Centru London, produkcijo Sense za podjetje Company of Angels leta 2009 in dvema oglasoma za dobrodelno organizacijo Samaritans. Eno izmed prvih filmskih vlog je dobila v kratkem filmu študentov Univerze v Londonu. Na televiziji je prvič nastopila kot Saskia Mayer v epizodi britanske limonadnice Doctors in kot Savannah v filmu Triassic Attack leta 2010.
Clarke si je dala leto časa, da postane uspešna igralka. Blizu roka je bila izbrana za svojo tretjo profesionalno vlogo kot Daenerys Targaryen v HBO fantazijski seriji Igra prestolov, ki temelji na zbirki epskih fantazijskih romanov Pesem ledu in ognja, ki jo je napisal ameriški pisatelj George R. R. Martin. Vlogo je dobila leta 2010 zaradi zamenjave igralke Tamzin Merchant iz neznanih razlogov. V intervjuju je povedala, da je na avdiciji izvedla kokošji in robotski ples. Prva sezona serije je debitirala aprila 2011 in prejela pozitivne kritike, zato se je HBO hitro odločil za nadaljevanje z drugo sezono. Leta 2011 je za vlogo Daenerys tudi prejela nagrado EWwy Award za najboljšo podporno igralko v drami. Leta 2013 je bila nominirana za izjemno podporno igralko v dramski seriji na 65. podelitvi nagrad Primetime Emmy. Ponovno je bila nominirana leta 2015 in 2016.
Za svojo upodobitev Daenerys, ki zasleduje lok od prestrašene deklice do močne ženske, je prejela številne pohvale. The Boston Globov Matthew Gilbert je njene prizore označil kot "očarljive" in dodal, da "Clarke nima veliko čustvene raznolikosti, s katero bi morala delati, razen srdite odločnosti, a vseeno navdušuje". Emily VanDerWerff je za The A.V. Club opomnila, kako težko je prilagoditi tak razvoj lika iz knjige na zaslone, vendar je sklenila, da Clarke to "počne več kot odlično". Leta 2017 je domnevno postala ena izmed najbolje plačanih televizijskih igralk, z možnim zaslužkom v višini 2 milijonov funtov na epizodo Igre prestolov.
Leta 2012 je nastopila v filmu Spike Island, poimenovanem po lokaciji nastopa angleške zasedbe The Stone Roses leta 1990. Na Broadwayu je igrala vlogo Holly Golightly od marca do aprila 2013, ki je zahtevala izvedbo golega prizora. Isto leto je igrala v filmu Dom Hemingway skupaj z Judom Lawom. Kritike filma so bile večinoma pozitivne, vendar je bil komercialno neuspešen.
Maja 2014 se je pridružila igralski ekipi celovečernega filma Garden of Last Days skupaj z Jamesom Francom, vendar je bilo snemanje preklicano dva tedna pred napovedanim začetkom produkcije. Ponujena ji je bila vloga Anastasie Steele v Petdeset odtenkov sive, vendar jo je zavrnila zaradi golote v filmu. Skupaj z Arnoldem Schwarzeneggerjem, Jaiom Courtneyem in Jasonom Clarkom je igrala v filmu Terminator: Genisys (2015). Film je zaslužil več kot 400 milijonov USD, vendar je prejel večinoma negativne kritike, čeprav je Emilia bila nominirana za nagrade kot so Teen Choice Award for Choice Summer Movie Star – Female in nemško nagrado Jupiter Award for Best International Actress.
Leta 2016 je igrala vodilno žensko vlogo v istoimenski filmski adaptaciji knjige Ob tebi (Me Before You). Film je doživel komercialni uspeh in zaslužil več kot 200 milijonov USD. Ob tebi je najbolje ocenjen Emiliin film na spletni strani Rotten Tomatoes. Za vlogo je bila nominirana za nagradi Teen Choice Award for Choice Movie Liplock in MTV Television Tearjerker Award.
Novembra 2016 je bila izbrana za vodilno žensko vlogo v filmu Solo: Zgodba Vojne zvezd, ki je po celem svetu izšel 25. maja 2018. Prav tako igra v prihajajočih filmih The Guns of August, Above Suspicion, The Beauty Inside, in Let Me Count the Ways.

## Osebno življenje
Clarke živi v Hampsteadu, predelu severnega Londona. Leta 2016 je za 4,64 milijona ameriških dolarjev kupila hišo v Venice Beachu v Kaliforniji.
Leta 2014 je bila izglasovana kot najbolj zaželena ženska na svetu s strani bralcev revije AskMen. Esquire jo je leta 2015 imenoval za najbolj seksi žensko. Leta 2017 je bila predstavljena na naslovnici Rolling Stona.
Clarkin oče je umrl julija 2016. Njegovih zadnjih dni ni mogla preživeti skupaj z njim, ker je v tem času snemala film Above Suspicion v Kentuckyju. S snemanjem je zaključila predčasno, a je ob prihodu na londonsko letališče spoznala, da je oče pravkar umrl. Povedala je, da "se svet zdi strašnejši, ko mojega očeta več ni v njem. Smrt očeta in Brexit hkrati sta me vrgla iz tira in me prisilila v ponovni razmislek, kdo sploh sem."
V članku za The New Yorker marca 2019 je razkrila, da je februarja 2011 imela subarahnoidno krvavitev, ki jo je povzročila počena anevrizma. Prestala je nujno operacijo in posledično dobila afazijo. V nekem trenutku se ni mogla spomniti svojega lastnega imena. Drugo operacijo za odpravo anevrizme je imela leta 2013.

## Dobrodelno delo
Emilia je od vzpona v mednarodno prepoznavnost posvetila čas in trud različnim dobrodelnim organizacijam.
Septembra 2011 je postala ambasadorka britanske dobrodelne organizacije SMA Trust za medicinske raziskave spinalne mišične atrofije. Avgusta 2017 je postala pokroviteljica neprofitne organizacije Open Door, ki mladim ljudem omogoča dostop do avdicij za dramske šole. Na Sean Pennovem dobrodelnem dogodku za pomoč Haitiju je leta 2018 zbrala več kot 120 tisoč ameriških dolarjev za organizacijo J/P HRO. Februarja 2018 se je udeležila londonske podelitve nagrad Centrepoint Awards za pogumne mlade brezdomce. Royal College of Nursing jo je aprila 2018 imenoval za svojo ambasadorko.
Po objavi članka o možganskih anevrizmah, ki jih je doživela v letih 2011 in 2013, je ustanovila dobrodelno fundacijo SameYou. S fundacijo želi mladim omogočiti boljši dostop do nevrorehabilitacije po poškodbah možganov ali možganski kapi. 26. septembra 2019 je na YouTubu skupaj z YouTuberjem Jacksepticeyem gostovala dobrodelni prenos v živo, ki je za fundacijo SameYou zbral več kot 250 tisoč ameriških dolarjev.

## Nagrade in nominacije
Clarke je bila nominirana za štiri Primetime Emmy nagrade in šest nagrad Screen Actor Guild Awards. Do leta 2019 je osvojila 10 nagrad izmed 30 nominacij.

## Filmografija[53]

### Filmi
| Leto | Naslov                   | Vloga        | Opomba      |
| ---- | ------------------------ | ------------ | ----------- |
| 2009 | Drop the Dog             | Julie        | kratki film |
| 2012 | Spike Island             | Sally        |             |
| 2013 | Dom Hemingway            | Evelyn       |             |
| 2015 | Terminator: Genisys      | Sarah Connor |             |
| 2016 | Ob tebi (Me Before You)  | Louisa Clark |             |
| 2017 | Voice from the Stone     | Verena       |             |
| 2018 | Solo: Zgodba Vojne zvezd | Qi'ra        |             |
| 2019 | Above Suspicion          | Susan Smith  |             |
| 2019 | Last Christmas           | Kate         |             |

### Televizija
| Leto      | Naslov          | Vloga              | Opomba                              |
| --------- | --------------- | ------------------ | ----------------------------------- |
| 2009      | Doctors         | Saskia Mayer       | Epizoda: "Empty Nest"               |
| 2010      | Triassic Attack | Savannah           | TV film                             |
| 2011–2019 | Igra prestolov  | Daenerys Targaryen | Glavna vloga, 62 epizod             |
| 2013      | Futurama        | Marianne (glas)    | Epizoda: "Stench and Stenchibility" |
| 2016      | Robot Chicken   | Bridget (glas)     | Epizoda: "Joel Hurwitz Returns"     |
| 2017      | Animals.        | Lumpy (glas)       | Epizoda: "Rats"                     |

### Videoigre
| Leto | Naslov                                   | Vloga                     | Opomba |
| ---- | ---------------------------------------- | ------------------------- | ------ |
| 2014 | Game of Thrones: A Telltale Games Series | Daenerys Targaryen (glas) |        |